# イヌハッカ
イヌハッカ（犬薄荷、学名: Nepeta cataria、英名:Catnip）は、シソ科イヌハッカ属の多年草でハーブの1種。ユーラシア大陸原産。英名由来のキャットニップという名でも呼ばれる。中国名は、荊芥（別名：土荊芥）。
また、日本に帰化したものが古くから長野県筑摩郡で知られることから、チクマハッカとも呼ばれる。産地は群馬・山形・岩手・千葉県などからも報告があるが、日本産のものは人里近くで見られ、かつては葉を眼薬に用いたことから、往年の薬草が逸出したものと考えられている。

## 概要
多年生の草本。高さ50 - 150センチメートル (cm) 。茎と葉の全体に白く細かい綿毛がある。茎は四稜があって多く分枝する。葉は対生する三角状の卵形で裏側に短毛が密生する。若葉にカルバクロール、ネペトール由来の芳香がある。 
花期は夏。花は柄がごく短く、茎や枝の先に密生してつく。花冠は長さ9mmほどの唇形で、上唇は直立して先が浅く2裂し、下唇は先に7-8個の葉がある。花色は白色または淡青色で、紅紫色の斑点がある。雄蕊は4個で葯は紅紫色、雌蕊は1個つく。萼は先が5裂して先が著しく細くなり、背面の3裂片が長く、腹面の2裂片がやや短い。果実（分果）は長さ1.5mmの楕円形で褐色。
古くから薬草として利用された植物であり、肉料理の香り付けに用いたり、サラダに入れたり、ハーブティーに利用したりする。同じ属のネペタ・ムッシーニ（N.mussini）やネペタ・ラセモーサ（N. racemosa）などと共に、日本ではキャット・ミントと呼ばれることもある。
また、別名でカラミントと呼ばれる場合があるが、カラミンタ属カラミントは同科別種である。

### 猫が好むハーブ
種名のカタリア（cataria）はラテン語で猫に関する意味があり、また英名の Catnip には「猫が噛む草」という意味がある。その名の通り、イヌハッカの精油にはネペタラクトンという猫を興奮させる物質が含まれている。猫がからだをなすりつけるので、イヌハッカを栽培する際には荒らされることも多い。この葉をつめたものは猫の玩具としても売られている。
なお、猫に同様の効果をもたらす植物としてマタタビや荊芥などがある。日本において特に有名な前者にちなみ、イヌハッカは「西洋マタタビ」と呼ばれることもある。